# جبهة تحرير جنوب اليمن المحتل
جبهة تحرير جنوب اليمن المحتل - فلوسي (بالإنجليزية: Front for the Liberation of South Yemen – FLOSY)‏ هي إحدى فصائل المقاومة للاستعمار البريطاني لعدن. تعرف باسم جبهة التحرير وكانت المنافس الرئيسي للجبهة القومية للتحرير التي تسلمت السلطة من الحكومة البريطانية في 30 نوفمبر 1967 حيث استبعدت جبهة التحرير من جميع المواقع ودخل الطرفان في حرب أهلية أفضت إلى نزوح معظم قادة الأخيرة إلى اليمن الشمالي.

## نشأة جبهة تحرير جنوب اليمن المحتل
تم إنشاء منظمة التحرير سنة 1965 ثم تم إنشاء جبهة تحرير جنوب اليمن المحتل وذلك بسبب رغبة قادة حزب الشعب الاشتراكي في إنقاذ الجامعة النقابية (المؤتمر العمالي العدني) التي قوضتها جدياً الجبهة القومية للتحرير التي توصلت سنة 1965 إلى كسب ست نقابات من أقوى نقابات المنطقة إلى جانبها. كانت منظمة التحرير تطمح منذ البدء إلى تجميع كل أحزاب المعارضة في داخلها. وقد نجحت في ذلك نجاحاً واسعاً في الظاهر على الأقل. وفي في يناير 1966 م تم الإعلان عن اندماج منظمة التحرير والجبهة القومية للتحرير تحت مسمى جبهة تحرير جنوب اليمن المحتل FLOSY. دخول الجبهة القومية للتحرير في المنظمة الجديدة لم يكن بموافقة جميع قادتها فلم تلبث المنازعات أن ظهرت بجلاء. كان قادة منظمة التحرير السابقة يدركون أهمية السياسية والنضال المسلح بينما كانت الجبهة القومية للتحرير يفضلون النضال المسلح على السياسة بشكل أكبر.

## صعود الجبهة القومية للتحرير
تمتعت الجبهة القومية للتحرير منذ تأسسيها في عام 1963 بدعم الجمهورية العربية المتحدة التي كانت تقدم لها مساعدة مادية لا تُقدّر. ولكن هذا الدعم توجه لاحقاً لجبهة تحرير جنوب اليمن المحتل وحدها وذلك لأن مصر وجدت أنها تتوافق مع توجهاتها السياسية. وأخذت الجبهة القومية للتحرير تبتعد قليلاً عن القاهرة غير أنها حرصت على عدم قطع علاقتها مع مصر وعلى عدم مهاجمتها.
أدى تبدل التحالفات إلى إضعاف وضعية (الجبهة القومية للتحرير) في الخارج حيث تمتع خصمها بشهرة واسعة.مع ذلك، عرفت الجبهة القومية للتحرير أن تعوض عن هذه الخسارة بتقوية وضعها في الداخل. ومنذ عام 1965، نجحت في التغلغل في الحركة النقابية وفي الجيش. ويعود صعودها إلى هذه السنة بالضبط. وحتى عام 1966 كان تقدمها بطيئاً ولكنه متواصل. غير أن عام 1967 كان حاسماً. فتمرد الجنود والشرطة الذي حدث في 20 يونيو 1967 والذي جعل (الجبهة القومية للتحرير) وجبهة تحرير جنوب اليمن المحتل تسيطران على مدينة كريتر طيلة أسبوعين تقريباً قوى مجدداً نفوذ (الجبهة القومية للتحرير).

## الصراع مع الجبهة القومية للتحرير
في 1966 م أثناء مناقشة قضية الجنوب المحتل في القاهرة بحضور قحطان الشعبي، وسيف الضالعي وفد (الجبهة القومية)، وعبد القوي مكاوي، وخليفة عبد الله خليفة وفد (حكومة عدن المقالة)، ووفد (منظمة التحرير) ثم اقترحت مصر أن يتولى رئاسة الوفد عبد القوي مكاوي ولكن قحطان الشعبي ظل مصراً على أن تكون رئاسة الوفد الجبهة القومية للتحرير باعتبارها التي تقود الثورة المسلحة حيث رأت مصر أن الأمم المتحدة هي ساحة سياسية، وليست ميدان قتال وأن عبد القوي مكاوي واجهة سياسية مقبولة لدى الرأي العام الدولي ولكن قحطان الشعبي رفض ذلك.
لذلك فكرت مصر في إيجاد تنظيم جديد على أمل أن يحل محل (الجبهة القومية)، فراحت تخطط لذلك وقامت بإقناع بعض القياديين في الجبهة القومية بالموافقة على الاندماج مع (منظمة التحرير) في إطار (جبهة تحرير الجنوب اليمني المحتل) التي جاء قيامها حصيلة محادثات جرت في تعز بين علي احمد ناصر السلامي كممثل للجبهة القومية وبين عبد الله الأصنج كممثل عن (منظمة التحرير)، وتولى الجهاز العربي رعاية تلك المحادثات التي دارت بصورة سرية دون علم، أو مشاركة معظم قادة (الجبهة القومية)، وفي الساعة الثامنة من مساء يوم 13 يناير عام 1966 م قامت (إذاعة تعز) بقراءة بيان ينص على أن الجبهة القومية) و(منظمة التحرير) قد اتفقتا على الاندماج معاً في تنظيم واحد تقرر أن يطلق عليه اسم (جبهة تحرير الجنوب اليمني المحتل)، وكان البيان يحمل توقيعي الأصنج والسلامي. فأثار البيان ردود أفعال غاضبة في صفوف غالبية قادة (الجبهة القومية)، وتشكيلاتها المختلفة التي فوجئت بالأمر، واعتبرته قسرياً وغير شرعي وتم بضغوط مصر.
كان الاختلاف الايدلوجي بين قادة الجبهتين واضحاً حيث اختلفت الجبهتان في كيفية إدارة الصراع مع الاستعمار البريطاني إضافةً للاختلاف في كيفية إدارة البلاد بعد الاستقلال. لهذه الأسباب فسخ التحالف الذي جرى في 13 يناير 1966 في ديسمبر من السنة ذاتها. استعادت بعدها (الجبهة القومية للتحرير) حرية عملها وكثفت نشاطها العسكري في مناطق البلد الداخلية وفي المراكز الحضرية. وفي نفس الوقت عززت ووطدت أوضاعها في الجيش والشرطة والنقابات وفي صفوف المثقفين الشبان، وازداد تأصلها في الأرياف. ومع تبني هذا الخط القاسي عرفت الحركة الثورية تحولاً حاسماً. أما (جبهة تحرير جنوب اليمن المحتل) فقد أناطت نفسها بقيادة عسكرية مستقلة(المنظمة الشعبية) عهد إليها برعاية النضال المسلح، وبمكتب سياسي يقع العمل السياسي على عاتقه. وقد ضاعفت مجهودها على الصعيد الداخلي وبذلت نشاطاً دبلوماسياً واسع النطاق في الخارج وبالأخص في هيئة الأمم المتحدة.

## أفول نجم جبهة تحرير جنوب اليمن المحتل
نظراً لان قاعدة عدن لم تعد لها أهمية بالنسبة لإنجلترا منذ أن تقرر الجلاء عنها في شهر فبراير 1967. قررت لندن انهاء وجودها في اليمن الجنوبي. وقد تم اختيار التاسع من يناير 1968 كيوم حصول اليمن الجنوبي على السيادة الدولية.
مضت الأحداث السياسية والميدانية بشكل سريع فقد تفكك النظام الاتحادي على أثر تمرد 20 يونيو 1967. بعدها قامت الجبهة القومية للتحرير بسرعة بنشر نفوذها على معظم مناطق الاتحاد وكذلك على حضرموت. حاولت بعدها جبهة تحرير جنوب اليمن المحتل السيطرة على بعض المناطق ولكن بعد فوات الاوان. حيث أدى هذا التسابق إلى اصطدامات دموية بالأخص في لحج ودار سعد والشيخ عثمان.
وبعد أن فشلت جبهة تحرير جنوب اليمن المحتل (جبهة التحرير) في تصحيح الوضع لصالحها، توجب عليها أن تلين مواقفها السابقة. فقد انقطعت عن اعتبار نفسها الممثل الوحيد لشعب اليمن الجنوبي وتخلت عن مشروعها الرامي إلى تشكيل حكومة في المنفى.
وفي 2 نوفمبر أعلن وزير الخارجية في مجلس العموم ان حكومته قد قررت تقديم تاريخ استقلال اليمن الجنوبي هذا، إلى نهاية نوفمبر 1967 بدلاً من 9 يناير1968. وأدى إعلان رحيل البريطانيين القريب إلى تصعيد التوتر من جديد وعادت المنازعات بعنف في عدة أماكن من عدن وأدت إلى سقوط بضع عشرات من الضحايا.
هيمنت الجبهة القومية على كل البلد تقريباً ووجدت أنه من غير الطبيعي أن تفلت عدن من نفوذها. وأما جبهة التحرير فقد كانت عدن بالنسبة إليها ذات أهمية حياتية. فالإشراف على منطقة عدن كان أهم بكثير من السيطرة على مناطق البلد الداخلية. وهكذا كان الاستيلاء على عدن مسألة حياة أو موت بالنسبة لجبهة التحرير. وبعد عدة أيام من المعارك الطاحنة خسرت جبهة التحرير معركة عدن وعلى الفور بدأت مطاردة أتباعها ومناضليها وتبع ذلك تطهير الجيش والشرطة والإدارة منهم.
خرجت الجبهة القومية منتصرة من الصراع الدموي الذي دام من 1 إلى 6 تشرين الثاني/نوفمبر 1967 وبسقوط عدن صار البلد كله تقريباً تحت إشرافها. لهذا قررت بريطانيا، وهي على وشك الانسحاب أن مصلحتها تكمن في التعاون مع الجبهة القومية وتسليم السلطة لها وهذا ما حصل فعلاً، إذ استلمت الجبهة القومية من بريطانيا القواعد والمطارات والمنشآت العسكرية وكذلك الإدارات الحكومية المدنية، وأعلن عن استقلال اليمن الجنوبي في 30 تشرين الثاني من عام 1967.